# Antipositivism

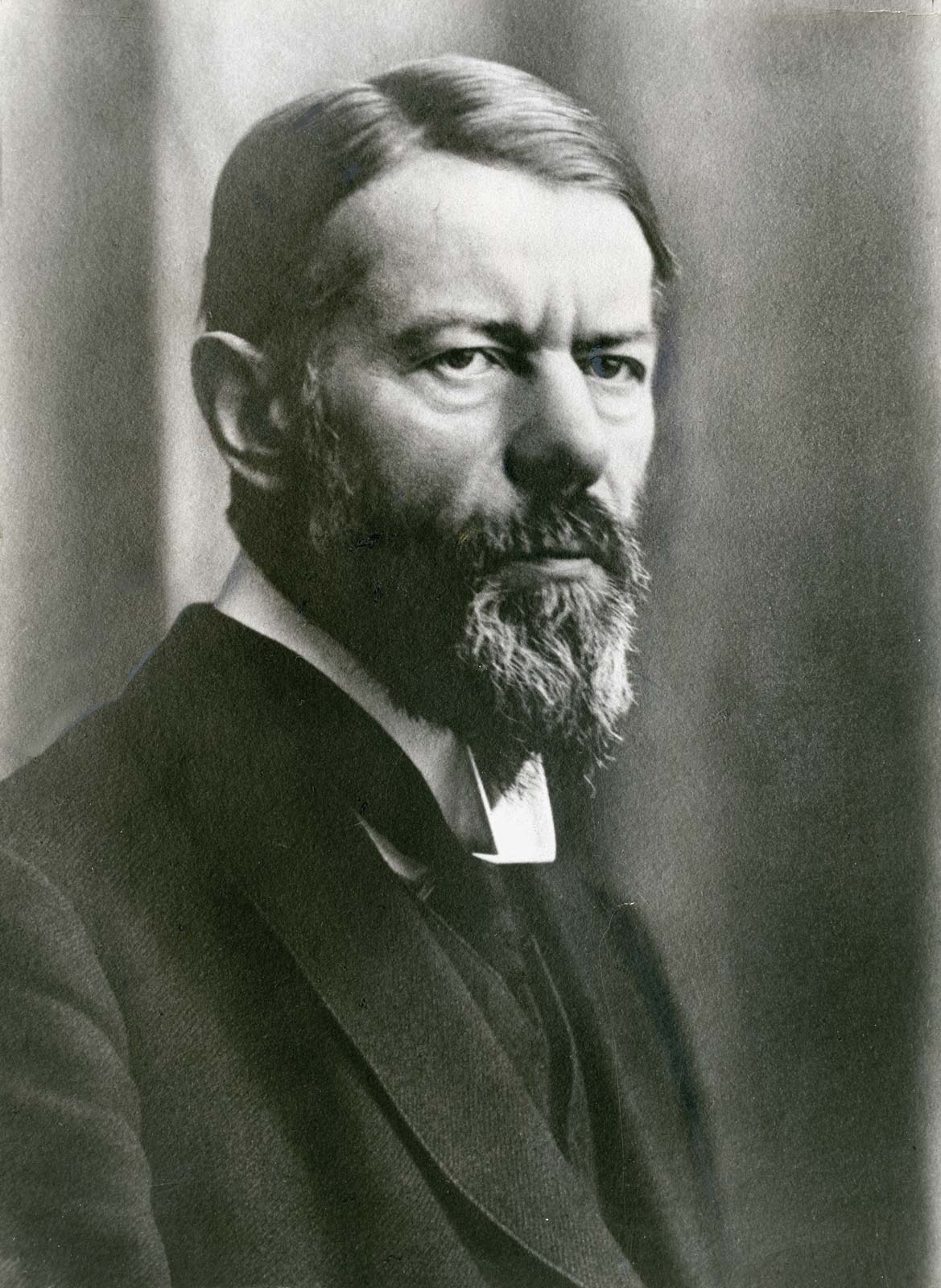
Sociologen Max Weber var antipositivist.

Antipositivism, även antinaturalism och interpretivism, är en epistemologisk ståndpunkt vilken hävdar att den sociala verkligheten inte kan undersökas med den konventionella naturvetenskapliga metoder, utan kräver sina egna metoder. Antipositivister argumenterar för att den fysiska och sociala verkligheten är vitt skilda och bygger på olika fundament. Man vänder sig alltså mot positivismens anspråk på vad som är vetenskap och inte. Olika inriktningar inom antipositivism är bland annat hermeneutik, fenomenologi och kritisk teori.
På samma sätt menar man att teorier inom naturvetenskap å ena sidan och samhällsvetenskap och humanistiska vetenskaper å andra sidan består av olika fakta. Teorier inom naturvetenskap ses som fysiska fakta som organiserats på ett specifikt sätt, där faktumen i sig inte går att ifrågasätta. Naturvetenskapliga teorier kan ses som första gradens teorier. Sociala fakta är dock av en annan natur, anser antipositivisterna och därmed också teorier som berör den sociala verkligheten. Individer förhåller sig till, tolkar och konstruerar sociala fakta. Eftersom de sociala fakta individer förhåller sig till i sig är konstruktioner så blir teorier om den sociala verkligheten till andra gradens teorier.
Centralt för antipositivismen är tron att koncept och språk en forskare nyttjar formar uppfattningen av den sociala verkligheten de undersöker, studerar och definierar.